# حريق كاتدرائية نوتردام دو باري 2019
اندلع حريق خطير في مساحة سطح مبنى كاتدرائية نوتردام دو باري في باريس، فرنسا في 15 أبريل 2019 الساعة 18:50 بتوقيت وسط أوروبا الصيفي. اجتاحت النيران الجزء العلوي من الكاتدرائية بما في ذلك برجي الجرس والمستدقة المركزية التي انهارت. وصفت عمدة باريس آن هيدالغو الحادث بأنه حريق «رهيب». ولقد أخليت جزيرة المدينة التي تقع بها الكاتدرائية. ووعد الرئيس إيمانويل ماكرون بإعادة بناء الكاتدرائية.
بدأ الحريق من وسط سقف الكاتدرائية متجهًا إلى قاعدتها، وانهار كل من البرج وسقف الكاتدرائية المكونان أساسا من الخشب، وألحقت النيران أضرارًا بالغة بمحتوى الكاتدرائية، خاصة منطقة الجدران العليا ونوافذ الكنيسة، كما أتت النيران على العديد من الأعمال الفنية. وكان وجود تحصين حجري في المنطقة أسفل السقف ساعد في التقليل من انتشار النيران إلى باطن الكاتدرائية، ومما ساهم بإنقاذ باقي المبنى وتقليل التلف.

## الحادث

### خلفية

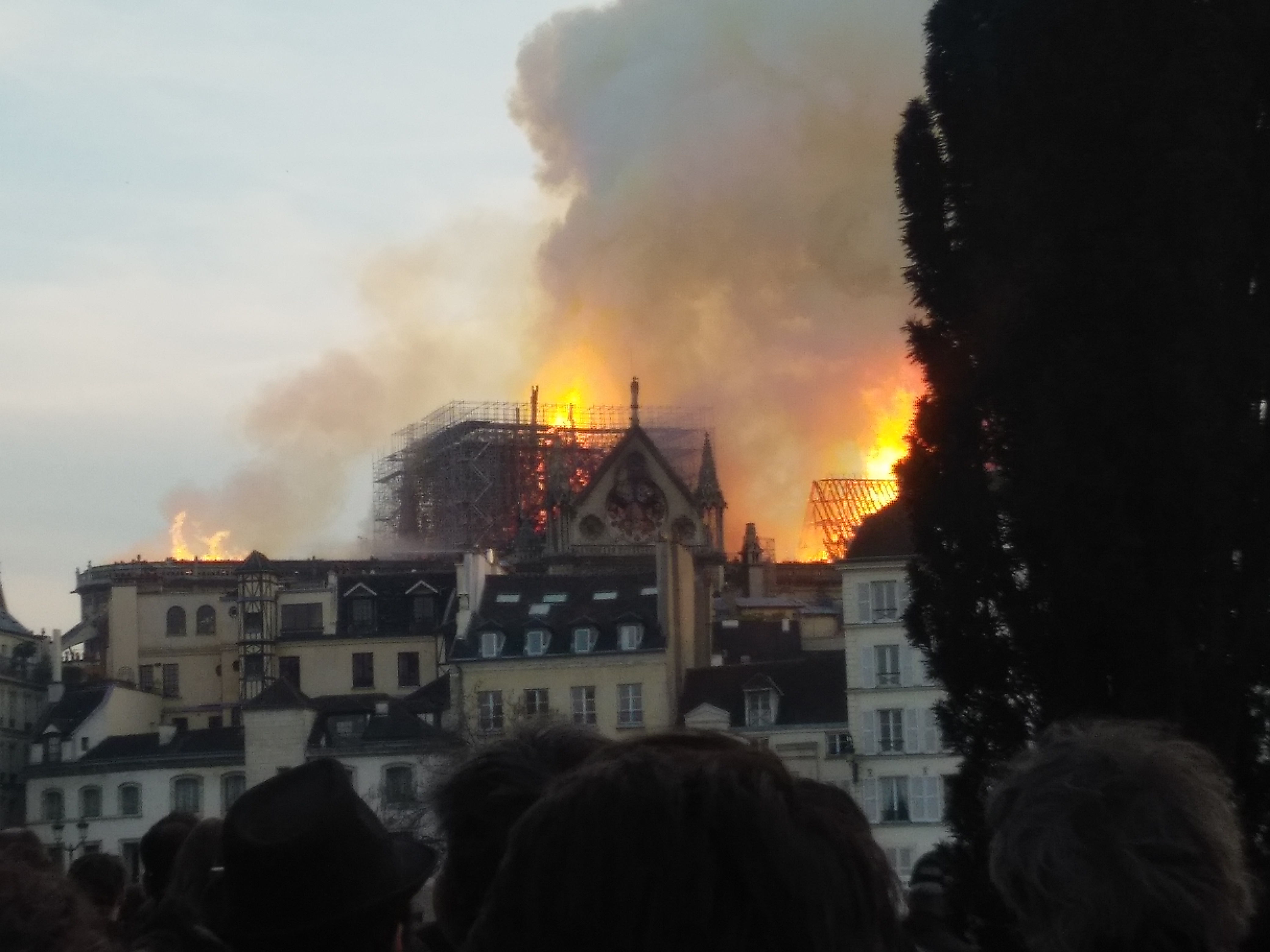
كانت الكاتدرائية تحت التجديد في وقت الحريق، يمكن رؤية السقالات حول بقايا البرج.

يعود تاريخ مبنى الكاتدرائية إلى فترة القرن الثاني عشر. إن هيكل الكاتدرائية وجدرانها مدعم من خلال القطع الحجرية الضخمة والمنحوتة على شكل أعمال فنية. وترتكز تركيبة الأسطح الرئيسية للكاتدرائية والبرج المميز على الخشب. كان البرج قد أعيد تصنيعه من خشب البلوط المغطى بالرصاص في القرن التاسع عشر. وذلك لأن البرج الأصلي أزيل في عام 1786. وأدرجت الكاتدرائية كجزء من موقع «التراث العالمي لليونسكو في باريس» في باريس عام 1991.
في السنوات الأخيرة، بدأت مظاهر التآكل تظهر بشكل واضح على الكاتدرائية، حيث بدأت بعض القطع الحجرية بالسقوط. حسب تصريحات فيليب فيلنوف، المهندس المعماري للآثار التاريخية في فرنسا، في يوليو 2017، فإن «التلوث هو الجاني الأساسي». تقديرات المسؤولين لصيانة الكاتدرائية وصلت إلى ما قرابة 15 مليون دولار أمريكي وذلك لإعادة المبنى لحالته الأصلية. وافقت الحكومة الفرنسية على اعتبار الكاتدرائية بحاجة إلى الصيانة والترميم، وعليه فقد وافقت على صرف ميزانية طارئة في عام 2018 بقيمة 50 مليون دولار أمريكي للبدء بالإصلاحات. في وقت اندلاع الحريق، كانت قيمة الإصلاح بالبرج لوحده تصل إلى 6.8 مليون دولار. تم نشر السقالات حول الأسطح وإزالة التماثيل الحجرية والنحاسية والبرونزية، بما في ذلك تماثيل الرسل الاثني عشر، وذلك قبل عدة أيام من اندلاع الحريق.

### اندلاع النيران

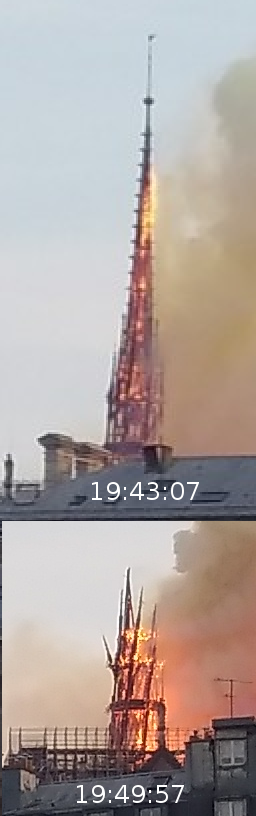
انهيار البرج، حوالي 19:45 CEST

اندلع الحريق في حوالي الساعة 18:40 بتوقيت شرق أوروبا، وذلك في نهاية اليوم وأثناء تواجد السياح في الكاتدرائية. وكان من المقرر إجراء مراسم في ذلك الوقت؛ بين الساعة 18:15 والساعة 19:00. حسب ما أفاد بهِ الشهود في مكان الحادث، فقد أغلقت أبواب الكاتدرائية بشكل مفاجئ، وبدأ الدخان الأبيض يتصاعد ويخرج من سقف الكاتدرائية.
تحول لون الدخان الأبيض إلى اللون الأسود، الأمر الذي أكد حدوث حريق كبير داخل الكاتدرائية. تصرفت الشرطة بشكل سريع وجميع من شارك بمكافحة الحريق، ولقد أخلوا جزيرة إيل دو لا سيتي وأغلقت الجسور التي تصل المدينة مع الجزيرة. تجمهر الناس على حواف نهر السين والمباني المقابلة لرؤية الحادث.

### جهود مكافحة النيران
شارك قرابة الأربع مائة من رجال الإطفاء في عمليات الإطفاء. أشار متحدث من الإطفاء أن إسقاط المياه من الطائرة سيشكل خطراً لأن وزن المياه الساقطة يصل إلى عدة أطنان، الأمر الذي سيسبب أضرار ضمن هيكل المبنى وسيهدد السلامة العامة للكنيسة. حاول عمال الطوارئ إنقاذ ما أمكنهم من الأعمال الفنية والتحف الدينية الموجودة داخل الكاتدرائية. وأعلن الناطق الرسمي باسم الكاتدرائية أن بعض تلك الأعمال الفنية كانت قد أزيلت بالفعل بسبب أعمال صيانة، وأكد أن معظم الآثار المقدسة كانت مخزنة في الخزنة الخاصة بالكنيسة، وعليهِ فهي آمنة ومن الصعب تضررها. أعلنت شرطة باريس بعدم التبليغ عن أي حالة وفاة حصلت جراء الحريق وذلك قبل الساعة 11 ليلا بقليل. إلا أن أحد رجل الإطفاء كان قد أصيب بجروح خطيرة.

## التحقيقات
في غضون ساعات، فتح مكتب المدعي العام في باريس تحقيقاً حول الحريق، بقيادة المديرية الجهوية للشرطة القضائية لباريس. لم يعرف سبب الحريق على الفور، لكن تم التعامل معه على أنه عرضي. شكك التحقيق بشدة في حالة «التدمير العرضي بالنار»، لكنه لم يستبعد أي شيء، قائلًا إنه من السابق لأوانه معرفة سبب الحريق.
وذكر المحققين أن حدوث تماس كهربائي على الأرجح هو السبب لإشعال شرارة النار في حريق كاتدرائية نوتردام.

## رد فعل
أجّل الرئيس الفرنسي إيمانويل ماكرون خطاباً رئاسياً مساء الإثنين بعد اشتعال النيران في كاتدرائية نوتردام دو باري. وكان من المقرر أن يُلقي خطاباً متلفزاً لتوضيح الإجراءات التي يعتزم اتخاذها بعد المناقشات العامة التي جرت في جميع أنحاء البلاد استجابةً لحركة الاحتجاج على حركة السترات الصفراء. وتجمعت مجموعات متعددة للصلاة من أجل النوتردام. وتمت مقارنة الحريق بحرقة قلعة وندسور المماثلة عام 1992 وحريق أوبارك، من بين آخرين، وأثارت أسئلة قديمة حول سلامة الهياكل المماثلة والتقنيات المستخدمة لاستعادتها. ووصفت آن هيدالغو، عمدة باريس، الحريق بأنه «فظيع» وطلبت من الناس الابتعاد عن المنطقة التي كانت تتميز بحدود وضعتها فرق الإطفاء.
قال ميشيل أوبيتيت رئيس أساقفة باريس في تغريدة على تويتر في 15 أبريل: «إلى كل كهنة باريس: لا يزال رجال الإطفاء يقاتلون من أجل إنقاذ أبراج نوتردام دو باري. تهالك كل من الإطار والسقف والمستدقة. دعونا نصلي. إذا كنت ترغب في ذلك، يمكنك قرع أجراس كنائسك كدعوة للصلاة». وقدّم فريق من خبراء اليونسكو المستعدين لإجراء تقييم للضرر، والمجتمع الدولي من الحرفيين والخبراء الذين يعملون في الزجاج الملون والحجر الحجري المساعدة، بما في ذلك القائمين على رعاية كاتدرائيّة يورك، وهي كاتدرائية مماثلة في الحجم والضخامة، والتي عانت من حريق خطير مماثل في عام 1984. وعرض الكاردينال جيانفرانكو رافاسي، رئيس المجلس البابوي للثقافة، المساعدة من خلال خبرة متاحف الفاتيكان في إعادة الإعمار.
خلال ليلة 15 أبريل واليوم الذي تلاه، اجتمع المواطنين وزوار باريس على طول نهر السين لعقد الأدعية، والصلاة، وترنيم الصلوات مثل «السلام عليك يا مريم» إلى الكاتدرائية التالفة.

### دولي
عبَّر العديد من الزعماء والحكومات الدينية والعالمية والكاثوليكية عن أسفهم وتعازيهم للشعب الفرنسي والسلطات الفرنسيّة، بما في ذلك الفاتيكان، ورئيس المجلس الأوروبي دونالد توسك، وأنجيلا ميركل مستشارة ألمانيا، وبيدرو سانشيز رئيس وزراء إسبانيا، وجاستن ترودو رئيس وزراء كندا، وتيريزا ماي رئيسة وزراء المملكة المتحدة، ومارك روته رئيس وزراء هولندا، ورؤوفين ريفلين رئيس إسرائيل، وحمد بن عيسى بن سلمان آل خليفة ملك البحرين، ورومن راديف رئيس بلغاريا، وسكوت موريسون رئيس وزراء أستراليا، ومحمد السادس بن الحسن ملك المغرب، ومارسيلو ريبيلو دي سوزا رئيس البرتغال، وأنطونيو غوتيريس الأمين العام للأمم المتحدة، وجان كلود يونكر رئيس المفوضية الأوروبية.
الرئيس الأمريكي دونالد ترامب ذكر في تغريدة على تويتر، «من الرهيب مشاهدة النار الهائلة في كاتدرائية نوتردام في باريس. ربما يمكن استخدام صهاريج المياه المتطايرة لإخمادها. يجب أن يتصرفوا بسرعة!»
ذكرت السيدة الأولى ميلانيا ترامب في تغريدة على تويتر، «قلبي لشعب باريس بعد رؤية النار في كاتدرائية نوتردام. نصلي من أجل سلامة الجميع.»
وكتب الرئيس المصري عبد الفتاح السيسي على حسابهِ بموقع «تويتر»: «تلقيت بحزن بالغ نبأ حريق البرج التاريخى بكنيسة نوتردام.. فقدان ذلك الأثر الإنساني العظيم خسارة فادحة لكل البشرية.. أُعلن تضامني وتضامن الشعب المصري مع الأصدقاء في دولة فرنسا، متمنياً تدارك آثار هذه اللحظة الإنسانية بالغة التأثير بأسرع ما يُمكن».
وأعرب الرئيس الروسي فلاديمير بوتين عن أملهِ بإعادة بناء الكاتدرائية، واقترح إرسال أفضل الخبراء الروس إلى فرنسا.

### إعادة الإعمار
في ليلة الحريق، أعلن الرئيس إيمانويل ماكرون أن الكاتدرائية، التي تملكها الدولة، سيتم إعادة بنائها. انطلقت حملة دولية لجمع التبرعات في اليوم التالي. لم تكن الكاتدرائية مؤمنة، كما هو الحال في العديد من المباني التاريخية الأخرى في فرنسا بسبب التكلفة المرتفعة، مما ألقى بقيمة تكاليف إعادة البناء على عاهل الدولة. قدرت منظمة الحفاظ على التراث Fondation du Patrimoine قيمة الأضرار التي لحقت بالمبنى بمئات الملايين من اليوروهات؛  وذكرت شركات التأمين الفنية الأوروبية أن التكلفة ستكون مماثلة للتجديدات المستمرة لقصر ويستمنستر في لندن، والتي تقدر حاليًا بحوالي 7 مليارات يورو. لا تضم هذه التكلفة الأضرار التي لحقت بالأعمال الفنية أو القطع الأثرية داخل الكاتدرائية؛ قالت شركات التأمين أن القطع المستعارة من متاحف أخرى مؤمنة، لكن الأعمال التي تملكها الكاتدرائية لم تكن قابلة للتأمين. قال ماكرون أنه يرغب بإعادة بناء الكاتدرائية في غضون خمس سنوات وذلك في الوقت المناسب لدورة الألعاب الأولمبية في باريس في عام 2024. في المقابل توقعات المهندسين المعماريين للوقت اللازم تقع ما بين عشرين إلى أربعين عامًا، لأن تصنيع الهيكل الجديد سيحتاج إلى تحقيق توازن دقيق لضمان استعادة مظهر المبنى الأصلي باستخدام الخشب والحجر المستخرج من نفس المناطق التي التعامل معها في البناء الأصلي. والأهم هو تعزيز الهيكلي بصورة تمنع وقوع كارثة مماثلة في المستقبل.

### جهود جمع التبرعات
أعلن الرئيس إيمانويل ماكرون أنه سيتم إعادة بناء الكاتدرائية، وسيتم إطلاق حملة لجمع التبرعات الدولية.
تعهد رجل الأعمال الفرنسي والملياردير فرانسوا هنري بينولت بدعم إعادة بناء نوتردام بمبلغ 100 مليون يورو من التمويل الذي ستدفعه شركة الاستثمار التابعة لعائلته، جروب أرتيميس. بعد فترة وجيزة، تعهد صاحب أل في أم أش - مويت هنسي لوي فيتون والملياردير برنار أرنو وعائلته بمبلغ 200 مليون يورو أخرى لإستعادة «هذه الكاتدرائية الاستثنائية، والتي تعد رمزاً لفرنسا، لتراثها ووحدتها الفرنسية». في نفس اليوم 16 أبريل، أعلنت منطقة إيل دو فرانس أنها ستخصص 10 ملايين يورو لإعادة بناء الكاتدرائية، وأعلنت مدينة باريس أنها ستوفر 50 مليون يورو.
خلال أقل من 24 ساعة من اندلاع الحريق، وصلت تعهدات التبرع إلى أكثر من 900 مليون يورو بهدف إعادة البناء.
| قائمة التبرعات المعروفة           | قائمة التبرعات المعروفة | قائمة التبرعات المعروفة             | قائمة التبرعات المعروفة |
| الجهات المانحة                    | نوع                     | جنسية                               | تعهد                    |
| --------------------------------- | ----------------------- | ----------------------------------- | ----------------------- |
| عائلة أرنو - مجموعة أل في أم أش   | خاصة                    | فرنسا                               | 200,000,000 يورو        |
| عائلة بيتنكور لوريال              | خاصة                    | فرنسا                               | 200,000,000 يورو        |
| عائلة بينو و‌أرتميس                | خاصة                    | فرنسا                               | 100,000,000 يورو        |
| شركة توتال                        | خاصة                    | فرنسا                               | 100,000,000 يورو        |
| مدينة باريس                       | عامة                    | فرنسا                               | 50,000,000 يورو         |
| بي إن بي باريبا                   | خاصة                    | فرنسا                               | 20,000,000 يورو         |
| عائلة ديكو ومجموعة دي سي ديكو ‏    | خاصة                    | فرنسا                               | 20,000,000 يورو         |
| شركة أكسا للتأمين                 | خاصة                    | فرنسا                               | 10,000,000 يورو         |
| عائلة صفرا                        | خاصة                    | البرازيل، إسرائيل، الولايات المتحدة | 10,000,000 يورو         |
| عائلة بويج                        | خاصة                    | فرنسا                               | 10,000,000 يورو         |
| عائلة دي لاشيريير ‏ - شركة فيمالك ‏ | خاصة                    | فرنسا                               | 10,000,000 يورو         |
| إيل دو فرانس                      | عامة                    | فرنسا                               | 10,000,000 يورو         |
| سوسيتيه جنرال                     | خاصة                    | فرنسا                               | 10,000,000 يورو         |
| مجموعة بي بي سي إي                | خاصة                    | فرنسا                               | 10,000,000 يورو         |
| عائلة كرافيس                      | خاصة                    | الولايات المتحدة الأمريكية          | 10,000,000 دولار        |
| كريدي أجريكول                     | خاصة                    | فرنسا                               | 5,000,000 يورو          |
| شركة والت ديزني                   | عامة                    | الولايات المتحدة                    | 5,000,000 دولار         |
| أوفيرني-رون ألب                   | عامة                    | فرنسا                               | 2,000,000 يورو          |
| أوسيتاني                          | عامة                    | فرنسا                               | 1,500,000 يورو          |
| كابجيميني                         | خاصة                    | فرنسا                               | 1,000,000 يورو          |
| يوباث                             | خاصة                    | رومانيا                             | 1,000,000 يورو          |
| يوبي سوفت                         | عامة                    | فرنسا                               | 500,000 يورو            |
| جامعة نوتردام                     | خاصة                    | الولايات المتحدة الأمريكية          | 100,000 دولار           |
| عائلة راتيل                       | خاصة                    | فرنسا، المملكة المتحدة              | 50,000 يورو             |
| سيجد                              | عامة                    | المجر                               | 10,000 يورو             |
| سيكشفهيرفار                       | عامة                    | المجر                               | 10,000 يورو             |
| شركة آبل                          | عامة                    | الولايات المتحدة                    | يُحدد لاحقاً              |
| أوتودسك                           | عامة                    | الولايات المتحدة                    | يُحدد لاحقاً              |
| مجموع التبرعات                    | مجموع التبرعات          | مجموع التبرعات                      | ~ 944,000,000 يورو      |

## معرض الصور

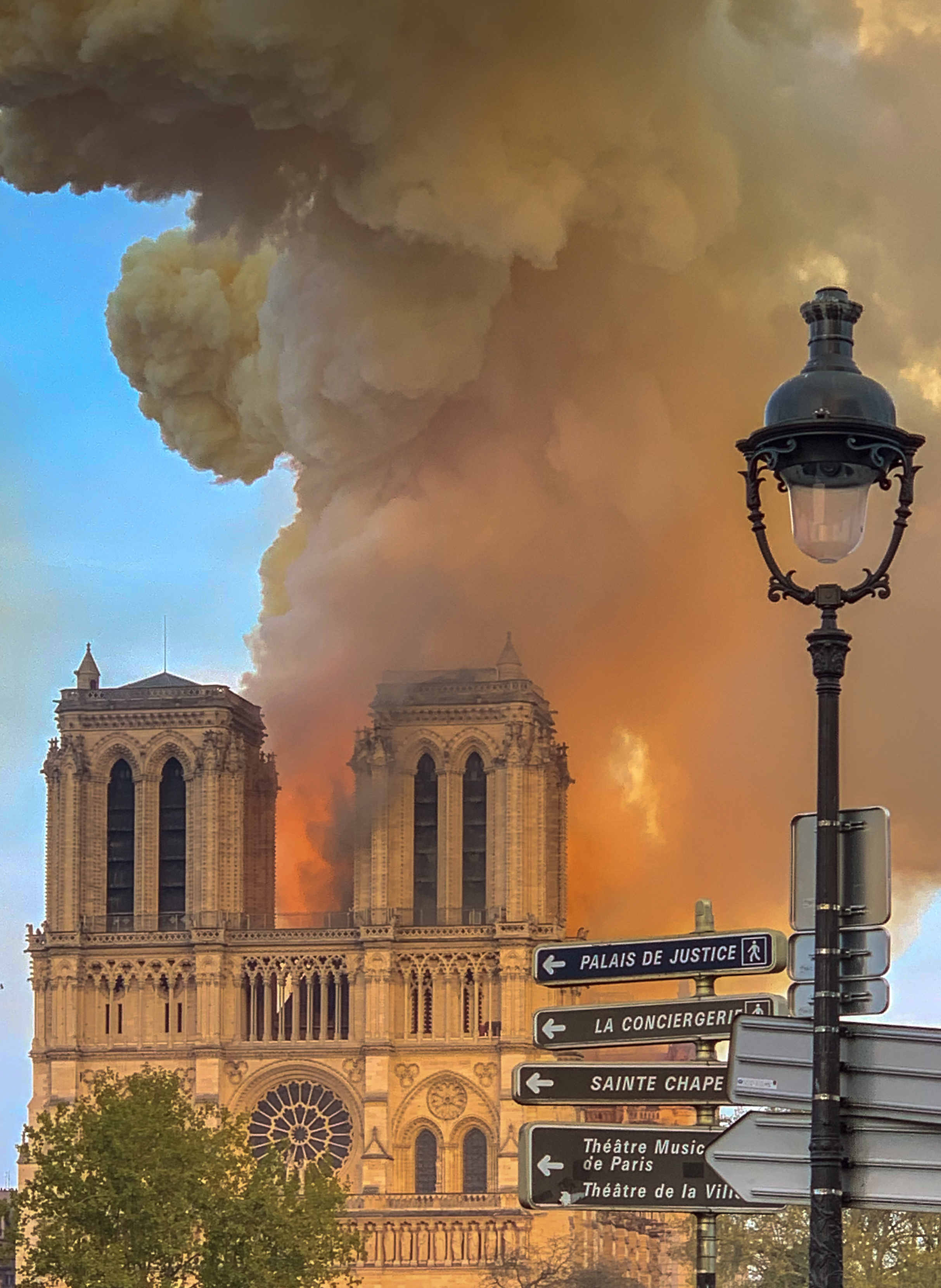
الدخان الناتج عن حريق الكاتدرائية.

## وصلات خارجية
- باريس كاتدرائية نوتردام التاريخية التي تعرضت للنيران - رويترز